# Matthijs de Bruijn
Matthijs Willem de Bruijn (Barendrecht, 27 mei 1977) is een Nederlands waterpolospeler.
De Bruijn nam als waterpoloër deel aan de Olympische Spelen van Sydney, in 2000. Hij eindigde met het Nederlands team op de elfde plaats. In de competitie speelde De Bruijn professioneel waterpolo voor ONN Nice, hij veroverde meerdere landstitels. In Nederland speelde hij voor ZPB Barendrecht.
De Bruijn is de broer van voormalig olympisch kampioene zwemmen Inge de Bruijn.
Marco Booij · 
Bjørn Boom · 
Bobbie Brebde · 
Matthijs de Bruijn · 
Arie van de Bunt · 
Arno Havenga · 
Bas de Jong · 
Harry van der Meer · 
Gerben Silvis · 
Kimmo Thomas · 
Eelco Uri · 
Niels Zuidweg